# Suzanne Marwille
Suzanne Marwille, właśc. Marta Schölerová (ur. 11 lipca 1895 w Pradze, zm. 14 stycznia 1962 tamże) – czeska aktorka i scenarzystka filmowa. 
Jej trzecim mężem był reżyser Martin Frič (od 1928). Córka z pierwszego małżeństwa Marta Fričová (1914–1993), która przyjęła nazwisko ojczyma, również była aktorką.

## Filmografia

### Role aktorskie
- 1918: A vášeň vítězí, reż. Václav Binovec – Suzanne, żona bankiera le Marwille
- 1918: Ošálená komtesa Zuzana, reż. Václav Binovec – Zuzana
- 1919: Bogra, reż. Václav Binovec – indyjska tancerka Bogra / hrabina Elisa
- 1919: Evin hřích, reż. Václav Binovec – Eva
- 1919: Krasavice Kaťa, reż. Václav Binovec – Kaťa
- 1919: Sivooký démon, reż. Václav Binovec – Regina
- 1920: Plameny života, reż. Václav Binovec – Tereza Melanová
- 1920: Za svobodu národa, reż.  Václav Binovec – Maryša
- 1921: Černí myslivci, reż. Václav Binovec – Žofka
- 1921: Irčin románek I., reż. Václav Binovec – Irča Černá
- 1921: Irčin románek II. reż. Václav Binovec – Irča Černá
- 1921: Román boxera reż. Václav Binovec – Marta Simonová
- 1922: Poslední radost reż. Václav Binovec – panna Torsenová
- 1922: Adam a Eva reż. Václav Binovec – Adam / Eva
- 1922: Děvče z Podskalí reż. Václav Binovec – Pepča
- 1922: Láska slečny Věry reż. Václav Binovec – Věra Gubišová
- 1922: Marwille detektivem reż. Václav Binovec – Artemis
- 1922: Noc tříkrálová, reż. Václav Binovec – Míla Rychnovská
- 1923: Madame Golvery reż. Václav Binovec – Zina Golveryová
- 1923: Der Geldteufel reż. Heinz Goldberg – markiza
- 1924: Dáma z baru, reż. Hans Otto Löwenstein – Manon
- 1924: Hříchy v manželství / Moderne Ehen, reż.Hans Otto Löwenstein – Manon
- 1924: Zwei Kinder. reż. Richard Clement Hilber – Emilie Thorhild
- 1925: Parnasie, reż. Josef Kokeisl – Luisa Osecká
- 1925: Svatební košile, reż. Theodor Pištěk – panna młoda
- 1925: Šest mušketýrů, reż. Přemysl Pražský – Albína Auerhahnová
- 1926: Babinský, reż. V. Ch. Vladimírov – hrabina
- 1927: Dům ztraceného štěstí, reż. Josef Rovenský – Ludmila
- 1928: Haničko, co s tebou bude?, reż. Nikolaj Larin – Hedvika Bromová
- 1928: Hřích / Sündenfall, reż. Carl Lamač – żona budowniczego
- 1928: Životem vedla je láska, reż. Josef Rovenský – Helena Šimková
- 1929: Páter Vojtěch, reż. Martin Frič – Frantina
- 1930: Kamarádské manželství, reż. Josef Medeotti-Boháč – Marta
- 1937: Varhaník u sv. Víta, reż. Martin Frič – Klára
- 1930: Chudá holka, reż. Martin Frič – Marie Růžová
- 1937: Vše pro lásku, reż. Martin Frič – Věra
- 1932: Sestra Angelika, reż. Martin Frič – Karla Richtrová / Angelika
- 1933: Adiutant Jego Wysokości (Pobočník Jeho Výsosti), reż. Martin Frič – księżniczka Anna Luisa
- 1938: Bracia Hordubalowie (Hordubalové), reż. Martin Frič – Polana Hordubalová

### Scenariusze
- 1921: Černí myslivci
- 1921: Irčin románek I.
- 1921: Irčin románek II.
- 1921: Román boxera
- 1922: Poslední radost
- 1922: Adam a Eva
- 1922: Děvče z Podskalí
- 1922: Láska slečny Věry

## Źródła
- Suzanne Marwille w bazie IMDb (ang.)
- Suzanne Marwille w bazie Filmweb
- Suzanne Marwille w bazie Kinobox.cz (cz.)
- Suzanne Marwille. w bazie ČSFD.cz. (cz.).
- Suzanne Marwille. w bazie FDb.cz. (cz.).
- Suzanne Marwille. w bazie filmportal.de. (niem.).